# Molschleben
Molschleben ist eine Gemeinde in der Verwaltungsgemeinschaft Nesseaue im thüringischen Landkreis Gotha.

## Geografie
Molschleben liegt am Südwesthang der Fahner Höhe. Die nächstliegenden Dörfer und Gemeinden sind Eschenbergen (N), Bienstädt (NO), Tröchtelborn (SO), Friemar (S) und Bufleben (W). Das umgebende Land ist ausschließlich landwirtschaftlich genutzt. Am südwestlichen Ortsrand entlang fließt die Nesse. Im Norden findet sich der von der Fahner Höhe herab kommende Attichbach, der sich über den Kelchbrunnsgraben beim Sportplatz in die Nesse ergießt. Der höchste Punkt der Gemeinde liegt in der Fahner Höhe beim „Breiten Holz“ und misst etwa 402 m ü. NN. Der tiefste Punkt der Gemarkung ist dort, wo die Nesse das Gemeindegebiet verlässt, in einer Höhe von 274 m ü. NN. Am östlichen Ortsrand des Dorfes entspringt der Österbrunnen, der sein Wasser nach wenigen Metern in einen von der Fahner Höhe kommenden Bach leitet.

## Geschichte
In der jüngeren Steinzeit (vor 11.500 bis 4.500 Jahren) war die Molschleber Flur Siedlungsgebiet, wie archäologische Funde beweisen.
Magolfeslebo war die Bezeichnung des Ortes in der ersten urkundlichen Erwähnung des vom ersten Mainzer Erzbischof Lullus und erstem Abt der Abtei Hersfeld (710–786) veranlassten Güterverzeichnis des Klosters. Mangels einer genauen Datierung wurde für Molschleben das Todesjahr von Lullus als Erstbekundungsjahr festgelegt, so wie es für viele andere Orte des Verzeichnisses ebenfalls geschah. So beging der Ort 2011 seine 1225-Jahr-Feier.
Um 1000 wurden Ritter von Molschleben erwähnt, die in ihrem Wappen zwei aufrechte Scheren, so genannte Schafscheren, trugen. Vom 13. bis 15. Jahrhundert gehörte der Ort den vermögenden Edelleuten von Malsleiben. Andere Schreibweisen des Ortes waren Molsleben, Masleibin und Molsleiben. 1438 starb das Geschlecht mit Heinrich und Hans von Molschleben aus.
Ein Rittergut, auch als Edelhof bekannt, besaßen danach die Herren von Witzleben im Ort. Es befand sich am Westausgang des Ortes. Erstmals werden 1351 Friedrich und Titzel von Witzleben in Molschleben genannt.
Die Nachkommen dieser Linie, zuletzt Friedrich Jobst von Witzleben, behaupteten das Rittergut bis 1731. Alexander von Witzleben, kaiserlich-königlicher Kammerherr und Oberforstmeister in Gotha, verkaufte das Rittergut am 7. Juni 1737 mit all seinen Gerichten und Gütern (ohne die Jagdgerechtigkeit) für 25.000 meißnische Gulden an 22 Einwohner von Molschleben. Danach rissen die neuen Besitzer das Rittergut ab und teilten die Ländereien unter sich auf. Der Schultheiß Christian Büchner wurde 1739 als gemeinschaftlicher Lehensträger des „Gutes“ benannt. Das Recht, Schäfereien zu betreiben (Gerechtigkeit der Schaftrift), sowie das Recht zum Bierbrauen (Braugerechtigkeit) und zum Bierausschank (Schankgerechtigkeit) erwarb die Gemeinde vom Herzog in Gotha für 1300 Gulden. Molschleben war somit schon im 18. Jahrhundert ein ansehnliches fürstlich-gothaisches Amtsdorf.
Der Dreißigjährige Krieg brachte auch in Molschleben große Not und verringerte die Bevölkerung um mehr als zwei Drittel. Die letzte Pest in Erfurt 1683, der dort mehr als die Hälfte der Einwohner zum Opfer fielen, erreichte auch Molschleben. Im September 1757, während des Siebenjährigen Kriegs (1756–1763), zogen die französischen Truppen unter dem Prinzen von Soubise und die Reichsexekutionsarmee unter dem Prinzen von Sachsen-Hildburghausen gegen die preußischen Truppen unter Friedrich II. – der Weimarische Hof in Gamstädt beherbergte den König – durch die Region und brachten großes Leid über die Menschen. Nach dem Sieg der Preußen über die Franzosen am 5. November 1757 in der Schlacht bei Roßbach waren die restlichen französischen Truppenteile auf einem chaotischen Rückweg nach Frankreich und forderten erneut Vieles von der Bevölkerung ab. Durch zwei große Brände in den Jahren 1764 und 1778 wurde das Dorf kurz hintereinander zweimal größtenteils vernichtet. Mit Hilfe der Einwohner aus den Nachbarorten konnten 200 Häuser neu aufgebaut werden.

### Einwohnerentwicklung
Die Zahlen geben jeweils den Stand am 31. Dezember des Jahres wieder
| 1618 | 1638 | 1780 | 1816 | 1830 | 1871 | 1939 | 1950 | 1971 | 1990 | 1995 | 2000 | 2005 | 2010 | 2015 | 2020 |
| ---- | ---- | ---- | ---- | ---- | ---- | ---- | ---- | ---- | ---- | ---- | ---- | ---- | ---- | ---- | ---- |
| 1144 | 466  | 616  | 720  | 826  | 916  | 1096 | 1602 | 1353 | 1132 | 1125 | 1156 | 1153 | 1112 | 1045 | 1015 |

## Politik

### Gemeinderat
Dem Gemeinderat Molschlebens gehören 12 Bürgerinnen und Bürger an, die jeweils für fünf Jahre gewählt werden. Die Gemeinderatswahl am 26. Mai 2024 führte zu folgendem Ergebnis (mit Vergleichszahlen der Wahl 2019):
| Partei / Liste                                | Stimmenanteil | Sitze  | Ergebnis 2019   |
| Bürger für Molschleben                        | 87,4 %        | 10     | 78,5 %, 9 Sitze |
| Die Linke/Offene Liste*                       | 7,2 %         | 1      | 14,4 %, 2 Sitze |
| Sozialdemokratische Partei Deutschlands (SPD) | 5,4 %         | 1      | 7,1 %, 1 Sitz   |
| Wahlbeteiligung                               | 69,0 %        | 69,0 % | 65,6 %          |

* 2019 ohne Offene Liste

### Bürgermeister
Seit 2016 ist Marcel Struppert Bürgermeister von Molschleben. Er wurde am 26. Juni 2016 mit 89,3 Prozent der gültigen Stimmen gewählt. Sein Mitbewerber Maik Fuchs (SPD) erhielt 10,7 Prozent der Stimmen. Die Wahlbeteiligung betrug 58,1 Prozent. Am 12. Juni 2022 wurde er bei einer Wahlbeteiligung vom 35,7 Prozent mit 95,5 Prozent der gültigen Stimmem im Amt bestätigt.

## Wirtschaft
Ackerbau und Viehzucht waren schon früher die wichtigsten Erwerbszweige. Neben Getreide wurden auch Flachs und Waid angebaut. Daran erinnert der denkmalgeschützte „Waidhof“ an der Gothaer Straße. Heute hat sich das wirtschaftliche Angebot um Händler, Handwerker und Gewerbetreibende erweitert.

## Kultur

### Vereine
Hauptsächlich drei Vereine, der Feuerwehrverein Molschleben e. V., Sportverein „TSV 90 Molschleben“ und der „Heimatverein Molschleben e. V.“ sind hier aktiv.

### Schulen
Schulunterricht wurde seit 1570 in Molschleben gegeben. 1657 errichtete die Gemeinde ein zweites Schulgebäude. Unter der Regierung des gebildeten und fortschrittlichen Herzogs Ernst des Frommen (1640–1674) wurde im Herzogtum die allgemeine Schulpflicht eingeführt und dadurch der Unterricht qualitativ verbessert. Der Fürst förderte Künstler, Wissenschaftler und Pädagogen. Beim großen Brand im Jahre 1764 wurden beide Molschlebener Schulen ein Raub der Flammen. Die obere Schule wurde schon ein Jahr danach nebst Scheune, Holzschuppen und Stall wieder aufgebaut, gefolgt vom Neubau auch der unteren Schule. Nachdem 1882 ein neues Schulgebäude auf dem Lindenplatz entstanden war, wurde die untere Schule nun zum Wohnraum für Lehrer, da sie nicht mehr als Unterrichtsstätte benötigt wurde. Der Kartenzeichner Johann Christoph Baer, der in Molschleben zur Schule ging, schenkte dieser 1838 eine Sonnenuhr, die man bis heute am Gebäude sehen kann.
Die Zahl der Lehrer stieg bis 1930 auf vier. In den letzten Jahren des Zweiten Weltkriegs konnte nur unregelmäßig unterrichtet werden, da die meisten Lehrer als Soldaten eingezogen waren. Das obere Schulgebäude (bei der Kirche) wurde zur Unterkunft für vertriebene Deutsche aus den Ostgebieten. Unterricht wurde in nur zwei Klassenzimmern in der Schule auf dem Lindenplatz erteilt, behelfsweise auch in der alten Kegelbahn auf dem Schenksplatz und in zwei Räumen der Gemeindeschenke. Ab 1950/1951 wurde wieder in der oberen Schule unterrichtet, die in den Jahren 1984 bis 1985 neue Toilettenanlagen und Waschräume erhielt. 1965 bohrte man auf dem Schulhof der Lindenplatz-Schule einen Brunnen.
Am 28. Februar 1977 begann der Unterricht in der neuen Schule in der Friemarer Straße, in der zehn Schulklassen unterrichtet werden können. 1991 wurde die Schule eine staatliche Regelschule. Heute wird sie von Kindern aus Molschleben, Friemar, Eschenbergen, Tröchtelborn, Bienstädt und Zimmernsupra besucht. Nachdem nun in der oberen Schule kein Unterricht mehr stattfand, wurden die Klassenräume 1977 für verschiedene Institutionen des Ortes ausgebaut. Die Post, die Bibliothek und das Dienstleistungskombinat (DLK) zogen in das Gebäude ein, das heute als Wohnhaus dient.

## Sehenswürdigkeiten

### Dorfkirche St. Peter und Paul

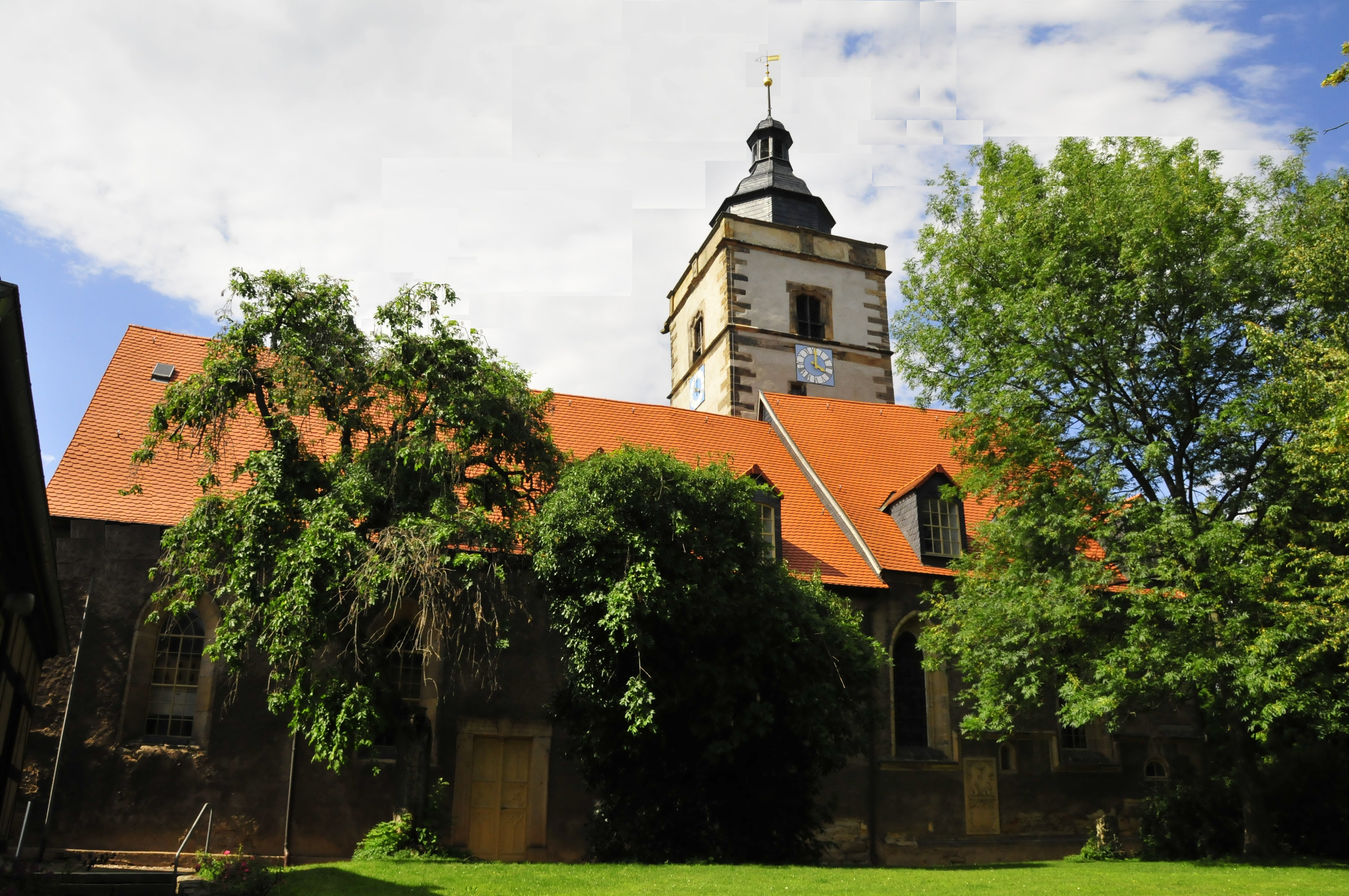
Dorfkirche St. Peter und Paul

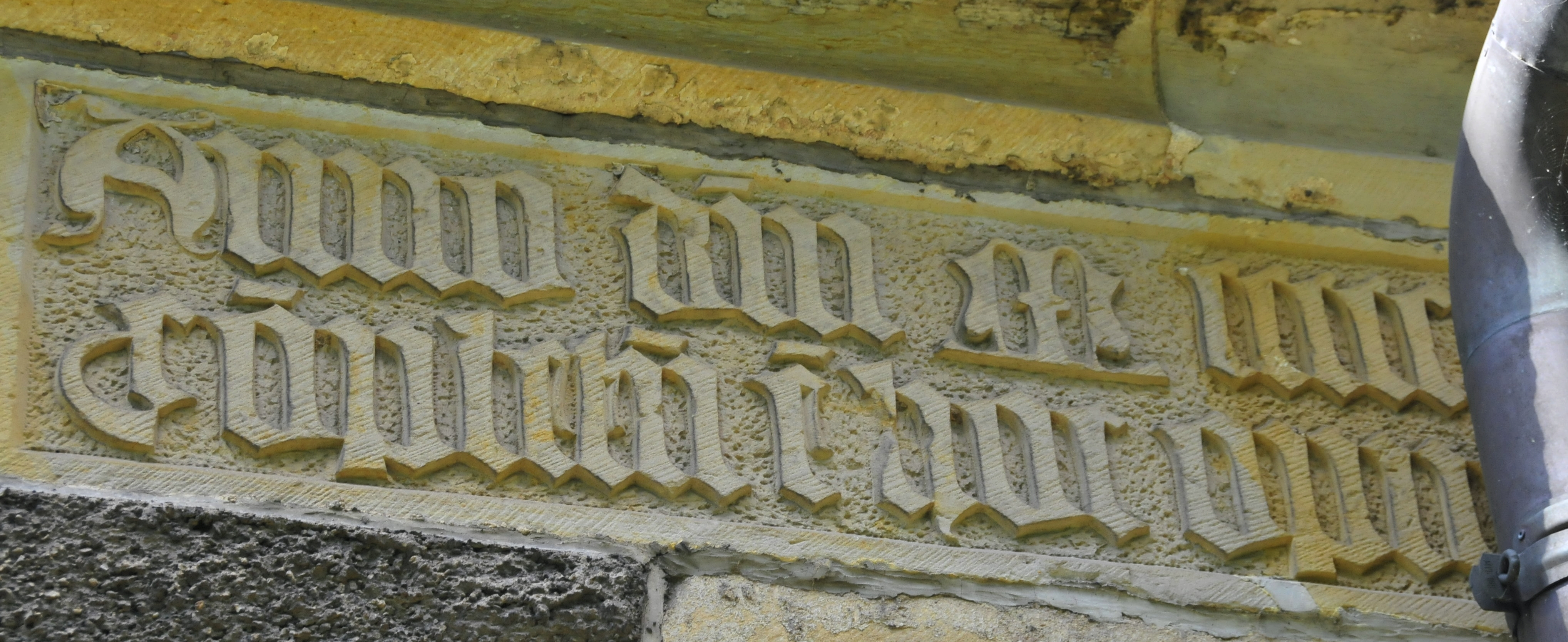
Reliefstein mit der Jahreszahl der Erbauung

Eine Sehenswürdigkeit des Ortes ist die evangelische Kirche St. Peter und Paul.
Die heutige Kirche steht an gleicher Stelle wie ihr Vorgängerbau aus dem 8. oder 9. Jahrhundert, der wegen Baufälligkeit gegen Ende des 15. Jahrhunderts abgerissen wurde.
Der jetzige spätgotische Kirchenbau wurde in mehreren Bauabschnitten errichtet. 1500 wurde der Chor im Osten mit seinen gotischen Fenstern fertiggestellt, was ein Reliefstein an der Südostecke bestätigt. Der Text lautet: Anno dm MCCCCC copletue noc opus (Im Jahre des Herrn 1500 wurde dies Werk vollendet).
Eine Erweiterung nach Westen erfuhr die Kirche in den Jahren 1528 und 1552. Dies kann man an den unterschiedlichen Dachhöhen erkennen. Die Anbauten auf der Nordseite sind späteren Ursprungs. Die Kirche ist in Ost-West-Richtung erbaut und hat die Maße 28,8 m mal 8,3 m. 1552 wurde der 37 m hohe Kirchturm auf der Nordseite errichtet und trägt diese eingemeißelte Jahreszahl im oberen Bereich des Turms. Die dicken Wände stehen auf einer Grundfläche von 4,5 m mal 4,3 m. Das Erdgeschoss birgt die Sakristei mit einer Kreuzgewölbedecke. Der gesamte obere Teil des Turmes ist achteckig und schiefergedeckt; er stammt aus dem 18. Jahrhundert.
Ein neuklassischer Reliefstein über der südlichen Eingangstür mit der Aufschrift M.F.H.J. 1726 weist auf die Herstellung der Tür und eine Gesamtreparatur der Kirche hin. Diese wurde fällig, da der Aufbau im Laufe der Jahre in bedrohliche Schieflage geriet. Anlässlich der Sanierung wurde die Wetterfahne vergoldet.
Turm und Glocken sind Eigentum der Gemeinde. Der Bau soll von der Gemeinde finanziert worden sein. Erneute Reparaturen am Gebäude vollzog man 1828.
Einige gut erhaltene alte Grabplatten stehen an der Südwand der Kirche. Die Kirche in Molschleben besitzt einen gotischen Flügelaltar, der aus drei Tafeln besteht.
Vor der Reformation gehörte Molschleben zum Bistum Mainz und hatte als Dekanatssitz nach einem Register von 1506 als Filialen die großen Pfarreien Burgtonna, Ballstädt und Bufleben und die mittleren Pfarreien Eschenbergen, Tröchtelborn, Zimmernsupra, Friemar, Aschara, Westhausen, Pfullendorf, Hausen, Bienstädt und Töttelstädt.
Das Kirchenbuch, seit 1628 geführt, enthält wie üblich Geburten, Taufen, Trauungen und Sterbefälle. Der alte Friedhof um die Kirche wurde bis 1949 genutzt.

### Waidmühle
Mitten auf dem Schenksplatz, schräg gegenüber der Gemeindeschenke, steht eine wiedererrichtete Waidmühle mit einem originalen Mühlstein, der auf einem Gartengrundstück in der Gothaer Straße gefunden wurde. Hermann Gebhardt berichtete 1894 in seinem Buch Aus der Geschichte des Dorfes Molschleben von drei Waidmühlen, die einst nördlich und südlich des Dorfes gestanden hätten. Das notwendige Wasser haben wohl die Nesse und ein kleiner Bach nördlich der Ortslage geliefert. An den regen und einträglichen Waidhandel erinnert auch heute noch das von Peter Anton Ulrich Piutti als Waidfabrik 1793 errichtete Gebäude in der Gothaer Straße 3.

### Inschriftstein von 1542

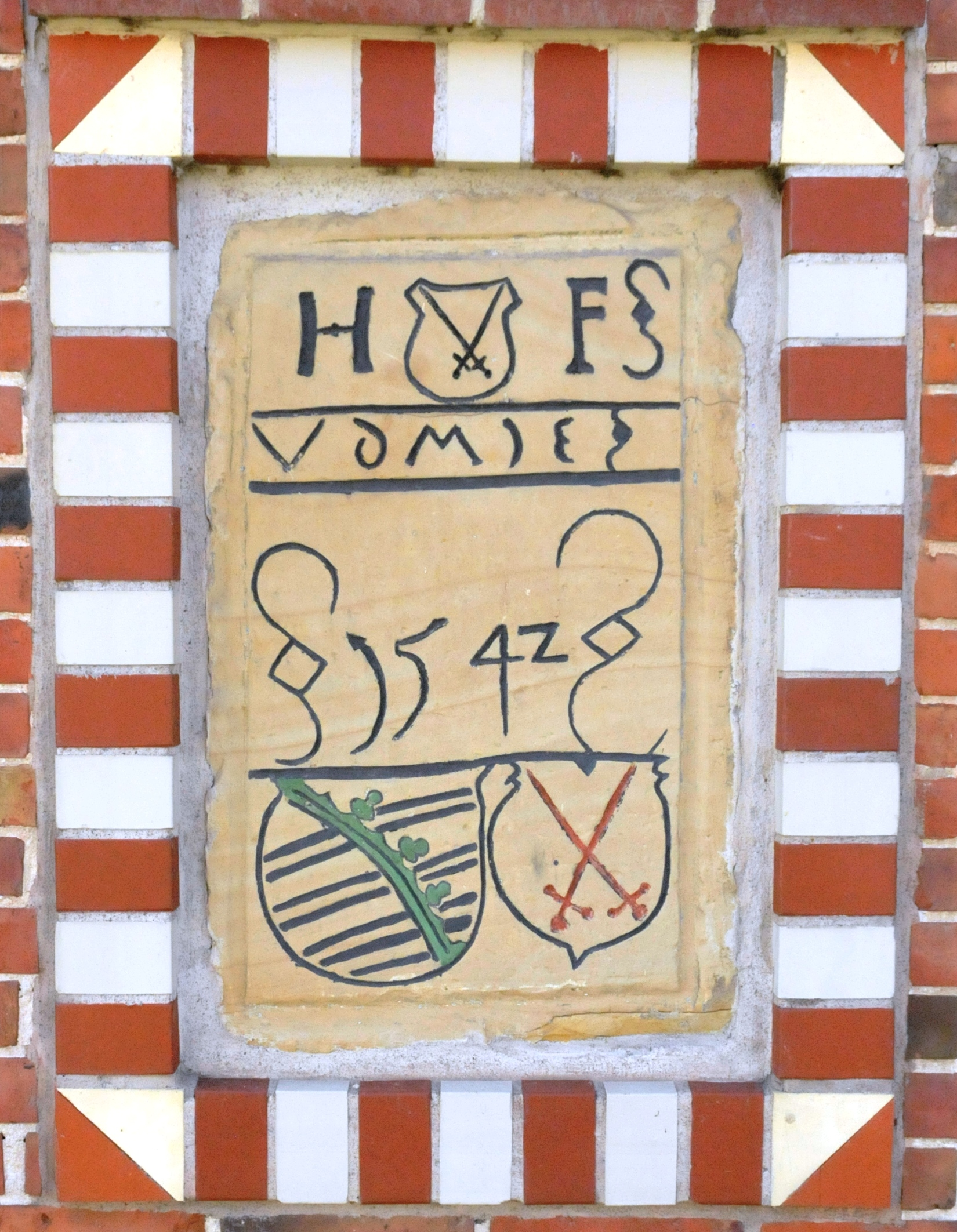
Inschriftstein

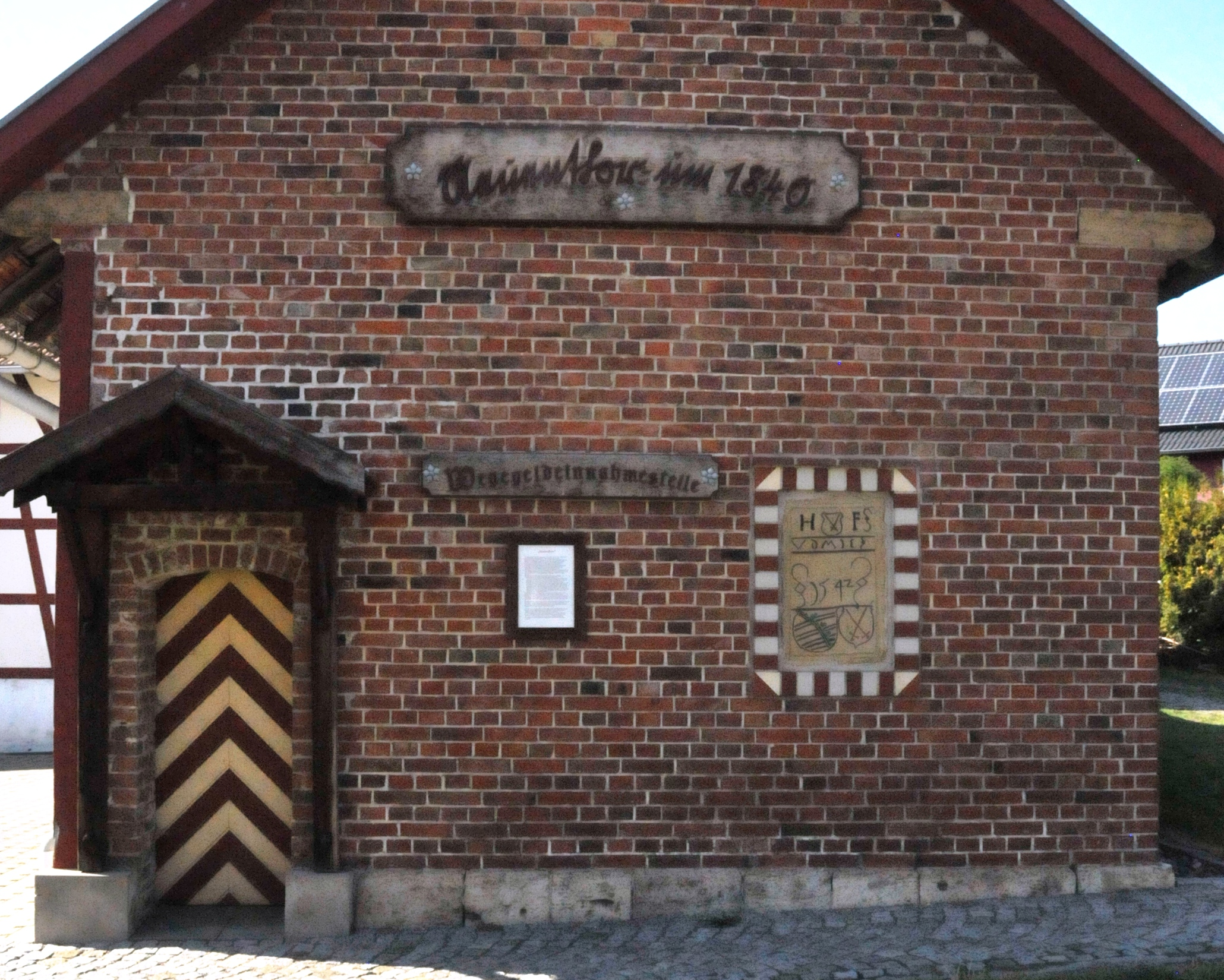
Die Ziegelsteinwand mit dem Inschriftstein und dem Schilderhaus

An der Wand des Hauses Gierstädter Straße 2 ist ein Inschriftstein aus dem Jahre 1542 eingelassen. Er trägt die Beschriftung „H.F.“ für Hans Friedrich, den damals regierenden Kurfürsten und „VDMIE“ für Verbum dei manet in eternum („Das Wort Gottes bleibt in Ewigkeit“). Darunter links ist das Wappen der Wettiner und rechts das der Meißner angebracht.
Hier stand bis etwa 1840 das „Neuenthor“ („Fahnerthor“), eines von ehemals fünf Toren in der mächtigen Stadtmauer. Der Inschriftstein könnte über dem Tor angebracht gewesen sein. Die anderen Tore waren das „Gothaer Thor“ am Badeplan, das „Lerchenthor“ am Ortsausgang Richtung Friemar, das „Hirtenthor“ am südöstlichen Ortsausgang (danach ist heute noch die dortige Siedlung benannt) und das „Riedthor“, etwa bei der Riedsgasse am Ende der heutigen Schillerstraße. Im Zuge einer Grundstückszusammenlegung in den Jahren 1874 und 1875 wurden die Reste der Stadtmauer und der davor liegenden Gräben an Ost-, West- und Nordseite des Dorfes beseitigt. Beim Neubau der Straße von Gotha nach Gierstädt mit Baubeginn im Jahre 1817 wurde das Neuenthor beseitigt. Nach dem Abbruch des Tors gab es nur noch einen Schlagbaum auf der Straße neben einem Wohnhaus, in dem die Wegegeldeinnahmestelle betrieben wurde, das links angedeutete Schilderhaus steht symbolisch dafür. Die Einnahmen machten den Ort nicht reich, genügten aber, die Straße instand zu halten. Geht man nun links um die Ecke und schreitet auf das quer stehende Wohnhaus zu, so kann man in der Ecke auf einem Türsturz eine alte Inschrift entdecken, die noch aus der Zeit stammt, als die Franzosen im Ort weilten.

## Söhne und Töchter der Gemeinde / Persönlichkeiten, die vor Ort gewirkt haben
- Johann Heinrich Callenberg (1694–1760), Orientalist, Publizist und Theologe
- Karl Friedrich Heinrich (1774–1838), klassischer Philologe
- Hermann Gebhardt (1824–1899), Pfarrer des Ortes und Autor verschiedener Schriften
- Hannalore Gewalt (* 1939), Autorin zur Thüringer Geschichte